# Partners in Crime (sång)
Partners in Crime är en låt framförd av den estländska sångerskan Gerli Padar. Låten var Estlands bidrag i Eurovision Song Contest 2007 i Helsingfors i Finland. Låten är skriven av Hendrik Sal-Saller och Berit Veiber.
Bidraget framfördes i semifinalen den 10 maj och fick 33 poäng vilket gav en tjugoandra plats, inte tillräckligt för att gå vidare till finalen.